# Riquewihr
Riquewihr là một xã trong tỉnh Haut-Rhin, thuộc vùng Grand Est của nước Pháp, có dân số là 1212 người (thời điểm 1999). Xã thuộc vào trong số những làng đẹp nhất Pháp.

## Thông tin nhân khẩu
| 1962  | 1968  | 1975  | 1982  | 1990  | 1999  |
| ----- | ----- | ----- | ----- | ----- | ----- |
| 1 247 | 1 322 | 1 195 | 1 045 | 1 075 | 1 212 |

## Nhân vật nổi tiếng
- Công tước Ulrich của Württemberg (1487-1550)

## Địa điểm tham quan
- Phố cổ
- Di tích lâu đài Reichenstein (thế kỉ 13), khoảng 2 km về phía tây bắc của xã
- Viện bảo tàng Bưu điện (Musée de la Poste) trong lâu đài của Württemberg.